# Araken
Araken Patusca (né le 17 juillet 1905 à São Paulo et mort le 24 janvier 1990 à Santos), était un joueur international de football brésilien qui évoluait au poste d'attaquant.

## Caractéristiques techniques
Il jouait attaquant, et fut un grand buteur. Il formait avec Siriri, Camarão, Feitiço et Evangelista le quatuor d'attaque de Santos qui inscrit 100 buts en 1927 dont 31 pour Araken.

## Carrière

### Club
Les débuts d'Araken dans le football se font à 15 ans lorsqu'il entre dans l'équipe du Santos FC. Il part en tournée en Europe en 1925 lorsqu'il évolue au club de Paulistano, avec un autre joueur célèbre : Arthur Friedenreich.

### Équipe nationale
Il fut l'unique joueur pauliste des 24 joueurs sélectionnés pour la Seleçao en Uruguay pendant la coupe du monde 1930.

## Palmarès

### Club

#### Compétitions régionales
- championnat Pauliste : 2

San Paolo da Floresta : 1931
Santos : 1935

### Individuel
- Meilleur buteur du championnat Pauliste : 1

1927 (31 buts)